# Onyx (группа)
Onyx (рус. Оникс) — американская хардкор-рэп-группа, образовавшаяся в 1988 году и добившаяся широкой известности в начале 1990-х годов. В оригинальный состав группы входили Fredro Starr, Suave и Big DS. В 1991 году к ним присоединился Sticky Fingaz.
Группа наиболее известна своим платиновым хитом 1993 года «Slam», который журнал The Source назвал песней, которая привнесла искусство слэма в хип-хоп. Группа выпустила тринадцать студийных альбомов, три из которых вошли в топ-25 чарта Billboard 200. Их дебютный альбом, Bacdafucup, стал платиновым, был номинирован на церемониях American Music Awards и The Source Hip Hop Music Awards, победил в номинации «Лучший рэп-альбом» на церемонии Soul Train Music Awards и был выбран журналом The Source как один из 100 лучших рэп-альбомов. Подводя итоги 1993 года, американский журнал Billboard поместил группу на первое место в чарте Hot Rap Artists.
Участникам группы принадлежат новаторские приёмы в области хип-хоп-культуры. Группа принесла в хип-хоп слэм, который раньше можно было увидеть в толпе только на рок-концертах. Onyx также первая хип-хоп-группа, которая начала заниматься стейдж-дайвингом, установила новую тенденцию лить воду в толпу во время концерта, манеру исполнять песни мрачным голосом, моду брить голову наголо.

## История

### Основание и имя
В 1988 году, окончив школу, в возрасте 17 лет, Fredro Starr создал рэп-группу вместе со своими школьными товарищами: Big DS и Suave. Название для группы — Onyx — придумал Big DS, в честь чёрного драгоценного камня. Они начали делать первые демозаписи в подвале у B-Wiz с помощью драм-машины SP-12.
В 1989 году они встретили Джеффри Харриса, который стал менеджером группы и помог заключить контракт с лейблом Profile Records на выпуск одного сингла. В 1990 году они записали в студии York Studio в Бруклине свой первый сингл «Ah, And We Do It Like This», который вышел 25 апреля 1990 года на лейбле Profile Records. Однако сингл имел низкие продажи.
В 1991 году Fredro Starr, Big DS и Suave встретили диджея группы Run-D.M.C. Джем Мастер Джея в автомобильной пробке на ежегодном фестивале The Jones Beach GreekFest Festival для афро-американских студентов колледжа 13 июля 1991 года. Джей дал им около двух месяцев, чтобы сделать демозапись. Suave и Big DS не смогли прийти в студию, они находились в штате Коннектикут, потому что были замешаны в деле с ограблением. Поэтому Джефф Харрис, менеджер Onyx, попросил Фредро прийти в студию со своим кузеном, Кирком Джонсом, который на тот момент делал сольную карьеру под именем Trop и работал в парикмахерской, зарабатывал тысячу долларов в неделю, постригая волосы старшеклассников. Фредро и его кузен записали две песни: «Stik 'N' Muve» и «Exercise».
«…Когда мы пришли в студию, мы сделали две записи. Одна из них называлась 'Stick and Move', а другая называлась 'Exercise'. И обе эти записи были сумасшедшими! Когда Джей услышал песни, он сказал: „Йоу, я люблю эту группу“.»
В 1991 году, несмотря на упрёки от Фредро, музыкальный продюсер группы Onyx, битмейкер B-Wiz, продал свою драм-машину SP-12 и уехал в Балтимор для заработка на продаже крэка, и в конечном итоге был там убит. Таким образом все записи Onyx были утеряны.
Именно тогда Кирк и Фредро придумали новый логотип группы Onyx. Кровавая буква «X» в названии Onyx — это дань памяти B-Wiz. Злобная рожица — это лицо Sticky Fingaz, а две выпуклости у рта — его зубы. У группы сформировался сценический имидж после того, как её участники стали бритоголовыми
«…Когда B-Wiz был убит, однажды я просто зашёл в парикмахерскую и подстриг все свои волосы. Я хотел начать с чистого листа. Тогда Стик и другие сделали то же самое, и таким образом у нас появился имидж. Я не планировал его, но это был клёвый стиль для нас».
Группе нужен был новый музыкальный продюсер. Узнав об этом, рэпер из Куинса Neek The Exotic представил группе Onyx своего знакомого диджея Chyskillz.

### 1993: Bacdafucup
В 1993 году группа Onyx выпустила дебютный альбом Bacdafucup на лейбле JMJ Records, привязанном к лейблу Def Jam через ещё один лейбл Rush Associated Labels. Альбом был спродюсирован Chyskillz, Jam Master Jay и Kool Tee. Альбом содержит три сингла, которые попали в чарты журнала Billboard: «Throw Ya Gunz», «Slam» и «Shifftee». Первый сингл, «Throw Ya Gunz», стал перекрёстным радиохитом. Их прорывной сингл, «Slam», который получил большую трансляцию на радио и телевидении (MTV и BET), достиг 4 места в чарте Billboard Hot 100, и был сертифицирован как «платиновый» 10 августа 1993 года. Bacdafucup дебютировал под номером 17 в чарте Billboard 200 и под номером 8 в чарте Top R&B/Hip Hop Albums в американском журнале Billboard. Альбом был сертифицирован как «платиновый» 25 октября 1993 года. В 1994 году за альбом Bacdafucup группа Onyx была номинирована на премию «Любимый новый рэп/хип-хоп-артист» на церемонии American Music Awards и победила в номинации «Лучший рэп-альбом» на церемонии Soul Train Music Awards. Bacdafucup — это новаторский хип-хоп-альбом, который принёс в хип-хоп слэм, манеру исполнять песни мрачным голосом и моду брить голову наголо.
В июне 1993 года группа Onyx объединилась с группой Biohazard и записала песню «Judgment Night» для саундтрека к одноимённому фильму.
В августе 1993 года группа Onyx начала работу над новым альбомом, предварительно названным U.S.G. (что расшифровывалось как Соединённые Штаты Гетто), отказавшись от названия Bacdafucup: Part 2, к которому они вернутся через 10 лет. Этот альбом так и не вышел. Запись в студии одной из песен этого альбома, «Black Ghost Wit Gunz», можно увидеть на DVD Onyx: 15 лет видео, истории и насилия.
Big DS покинул группу в 1994 году, чтобы начать сольную карьеру. Он основал собственный лейбл Illyotic Music и начал продюсировать музыку. После записи нескольких демоверсий Big DS отправил их Джимми Айовину, совладельцу лейбла Interscope Records, в надежде подписать контракт с его лейблом на выпуск альбома.

### 1995: All We Got Iz Us
В 1995 году группа выпустила второй альбом All We Got Iz Us, который дебютировал под номером 22 в чарте Billboard 200 и под номером 2 в чарте Top R&B/Hip Hop Albums в американском журнале Billboard. Во время сессий записи альбома было записано 25 песен, но только 15 из них были включены в альбом по решению Джем Мастер Джея. Весь альбом был спродюсирован участниками группы. В ходе записи двое солистов придумали себе новые псевдонимы: Fredro Starr стал называть себя Never, а Suave — Sonee Seeza и Sonsee. Было выпущено два чартовых сингла из альбома. «Last Dayz» достиг 89 места в чарте Billboard Hot 100 и 10 места в чарте Hot Rap Singles. «Live Niguz», также известный как «Live!!!», добрался до 17 места в чарте Hot Rap Singles и 81 места в чарте Hot R&B/Hip-Hop Singles & Tracks. «Live Niguz» появился на саундтреке к документальному фильму «Шоу» (англ. The Show) (1995), а «Last Dayz» был использован в фильме 8 Миля (2002).
В 1995 году участники группы Onyx создали лейбл Armee Records и подписали контракты на производство и распространение с лейблами Capitol Records и Mercury Records. Группа Onyx подписала контракты с артистами All City (Greg Valentine и J. Mega) и Panama P.I., которые приняли участие в записи второго альбома Onyx All We Got Iz Us, с группой Gang Green и певцом Choclatt (Jared Crawford).
В апреле 1995 года Marvel Music, подразделение компании Marvel Comics, выпустило комикс Onyx: Fight!. Художественные работы были сделаны Larry Lee и фразы к ним были написаны Karl Bollers. Комикс был основан на идеях группы Onyx. По сюжету действие комикса происходит в пост-апокалиптической пустыне, известной как Нью-Йорк, в 1999 году. Специально для этого комикса группа Onyx записала песню «Fight», которая официально нигде не была выпущена.

### 1998: Shut ’Em Down
Группа Onyx вернулась в 1998 году со своим третьим альбомом Shut ’Em Down. Альбом был спродюсирован Keith Horne и Self, при содействии DJ Scratch из EPMD, Bud’da и Latief. В записи альбома приняли участие X-1, DMX, тогда никому не известный 50 Cent, Still Livin из группы Gang Green, All City, Mr. Cheeks, Wu-Tang Clan, N.O.R.E., Big Pun и другие. Shut 'Em Down дебютировал под номером 10 в чарте Billboard 200 и под номером 3 в чарте Top R&B/Hip Hop Albums в американском журнале Billboard. Альбом содержит три сингла, которые попали в чарты журнала Billboard: «The Worst», «Shut 'Em Down» и «React». Альбом был плохо воспринят публикой, несмотря на то, что было продано более 500 тысяч копий.
Shut 'Em Down — это последний альбом, выпущенный Onyx на лейбле Def Jam. JMJ Records и Onyx были официально исключены из Def Jam в «Чёрный четверг» — 21 января 1999 года — потому что лейбл PolyGram, который в 1994 году купил у Sony 50 % лейбла Def Jam, был продан Seagram 10 декабря 1998 года.
В конце 1998 года группа Onyx планировала, но так и не выпустила на своём звукозаписывающем лейбле Afficial Nast сборник из артистов, воспитанных под их крылом — All City, X-1 (младший брат Стики), Gang Green, Buttafucco и певица Sunshine.

### 2001—2007: Bacdafucup: Part II; Triggernometry; смерть JMJ, Big DS и X1
В 2001 году группа Onyx заключила сделку с лейблом Koch Records на выпуск одного альбома Bacdafucup: Part II и вернулась с сиквелом к их очень успешному дебютному альбому Bacdafucup. Альбом, состоящий из 12 новых треков, включал возвращение к самому большому хиту группы с песней «Slam Harder», спродюсированной DR Period, который использовал семпл вступительной заставки из американского ситкома «Добро пожаловать назад, Коттер» (1975—1979), чтобы представить песню и обеспечить мелодию повсюду. Альбом имел негативную критику от поклонников группы, и был признан коммерческим по звучанию.
Исполнительный продюсер группы, Джем Мастер Джей, был застрелен неизвестным человеком в звукозаписывающей студии на Меррик-бульвар в Куинсе 30 октября 2002 года.
Основатель группы, Big DS, умер в больнице в Куинсе после проведения химиотерапии в результате рака лимфатических узлов 22 мая 2003 года. Ему был 31 год.
В 2003 году группа Onyx вернулась с альбомом Triggernometry, состоящим из 10 новых песен и 11 историй из жизни группы, рассказанных её участниками в перерыве между песнями. Альбом был раскритикован поклонниками группы Onyx, которые считают, что такой музыкальный продакшн подходит только для ночных клубов, но не для улиц.
В 2003 году Фредро Старр основал хардкор-рэп-движение 100 Mad. Его младший брат Who$ane сделал логотип, состоящий из кадра из видеоклипа на песню Onyx «Throw Ya Gunz». Стики Фингаз придумал термин 100 Mad, который означает следующее: «В какой бы точке мира не находилась группа Onyx, с ней всегда присутствует 100 сумасшедших ниггеров».
Партнёр группы Onyx и её пятый неофициальный участник группы, X1, был найден мёртвым в своём доме в Лас-Вегасе 4 июля 2007 года. Он покончил жизнь самоубийством, выстрелив себе в голову. После участия в записи третьего альбома Onyx, Shut ’Em Down, и гастролей с группой Onyx, X1 сосредоточился на своей сольной карьере, он покинул лагерь Onyx, но всё ещё находился в хороших отношениях со всеми членами группы, которым позже он помог в сольных проектах. В 2000-м году X1 заключил сделку с лейблом Майка Тайсона, Tyson Records. Через год после этого лейбл взлетел не совсем так, как ожидал X1, поэтому он отправился и подписал новую сделку с калифорнийской звукозаписывающей компанией Ball’r Records, на которой выпускались лишь два артиста: Krayzie Bone и The Relativez. Лейбл закрылся до того, как X1 выпустил на нём альбом. Затем он подписал контракт с лейблом Dynasty Records, базирующимся в Лас-Вегасе, на котором он выпустил свой единственный сольный альбом Young, Rich And Gangsta летом 2006 года. Его подруга, модельер Анджела Бринкс, сказала, что он покончил жизнь самоубийством после того, как она сказала ему что-то ужасное: «Отец моего сына покончил жизнь самоубийством, когда я была на 9-м месяце беременности. Я нашла его, и я не могла действительно наслаждаться рождением моего сына, в то время я скорбила о потере моего мужа.». Ему было 28 лет. Первым о смерти рэпера написал хип-хоп-сайт AllHipHop.com. Статья вышла с заголовком Sticky Fingaz Brother/Rapper X1 Found Dead In Las Vegas. С целью распространить эту информацию как можно шире была придумана история о том, что X1 является младшим братом Стики Фингаза.

### 2008—2012: Cold Case Files, 100 Mad, Black Rock, Cuzo
В 2008 году группа Onyx выпустила два фильма: Onyx: 15 Years Of Videos, History And Violence (с англ. — «Onyx: 15 лет видео, истории и насилия») на DVD и ONYX Live Overseas: Da Illest Show On Earth 2008 на своём сайте.
В 2008 году группа Onyx выпустила сборник из 16 неизданных песен Cold Case Files: Vol. 1. В сборнике представлены андеграундные синглы, утраченные студийные записи из первых трёх альбомов группы.
Sonny Seeza перестал гастролировать с группой Onyx в 2009 году, чтобы начать сольную карьеру, но он по-прежнему выступает вместе с другими участниками группы на больших шоу. Он больше не участвует в записи новых песен с группой Onyx.
После того, как дуэт Fredro Starr и Sticky Fingaz отложил выпуск альбома Black Rock, они начали работу над записью нового альбома под названием Cuzo. За это время группа выпустила несколько синглов из предстоящего альбома: «Black Hoodie Rap», «Mad Energy», «I’m So 90’s», «Classic Terror», «If The Hood Was Mine», «We On That», «You Ain’t Ready For Me», «2012», «Belly Of The Beast». Для каждого сингла было снято видео. 31 октября 2012 года группа Onyx выпустила видео на первый сингл из нового альбома Cuzo под названием «Belly Of The Beast». Группа Onyx собиралась выпустить альбом Cuzo 5 сентября 2013 года, но альбом так и не был выпущен.
В августе 2012 года группа Onyx выпустила свой второй сборник под названием Cold Case Files: Vol. 2.

### 2014—настоящее время
В 2014 году группа Onyx выпустила свой первый альбом более чем за десятилетие, #WakeDaFucUp. Альбом был полностью спродюсирован Snowgoons. Альбом был назван журналом XXL как один из лучших хип-хоп-альбомов 2014 года, охарактеризован сайтом UndergroundHipHop.com как самый продаваемый на CD альбом 2014 года.
В 2015 году Стики Фингаз и Фредро Старр вернулись с релизом Against All Authorities, заявлением о текущей ситуации в США. Они записали EP из 6 треков, протестующий против расовой несправедливости и жестокости полиции. Альбом посвящён убийствам и жестокости со стороны сотрудников полиции по отношению к афроамериканцам в США, где расовая напряжённость достигла своего пика. В июне 2015 года Against All Authorities стал «самым продаваемым альбомом на компакт-дисках в мае 2015 года» по версии сайта UndergroundHipHop.com.
22 ноября 2015 года группа Snowgoons запустила через сайт Kickstarter новый проект Onyx vs. M.O.P.. Выпуск нового совместного альбома планировался весной 2016 года, через лейблы Goon MuSick и Major Independentents. Во время кампании Fredro Starr и Billy Danze записали на видео свои призывы к поклонникам обеих групп. Но проект не получил необходимую сумму для записи альбома и был отменён 18 декабря 2015 года. За это время Snowgoons собрали около 10 тысяч долларов из 30 необходимых. Проект поддержало 186 спонсоров.
В 2017 году группа объединилась с нидерландской хардкор-рэп-дабстеп группой Dope D.O.D. для выпуска совместного альбома Shotgunz in Hell. Группа Onyx впервые встретилась с группой Dope D.O.D. на фестивале Urbano Festival во Франции 29 июня 2012 года, где выступали обе группы. После выступления участник группы Dope D.O.D., Skits Vicious, познакомился с участником группы Onyx, Fredro Starr. В том же году обе группы записали совместный трек «Panic Room» для второго альбома Dope D.O.D. Da Roach, который был выпущен 19 апреля 2013 года. Второй совместный трек обеих групп, «WakeDaFucUp», стал заглавной песней для следующего альбома Onyx, #WakeDaFucUp, выпущенного 18 марта 2014 года. Затем обе группы решили выпустить EP, который в итоге превратился в альбом. Альбом был спродюсирован голландскими продюсерами — Tjibz, Nightwatch, Peter Songolo, Ezra, Bananaz, Chubeats, и испанским продюсером Cookin' Soul. В альбоме приняли участие SickFlo, Snak The Ripper, бывший участник группы Dope D.O.D., Dopey Rotten, и DJ Nelson.
С 2016 года группа работает над выпуском документального фильма Onyx the Story и байопика Slam: Let the Boyz B Boyz.
В 2018 году группа Onyx выпустила долгожданный альбом Black Rock. Весь альбом был спродюсирован 18-летним словенским продюсером Эмильо Альберт Кассагранде. Black Rock встретил в целом положительные отзывы от музыкальных критиков.
31 мая 2019 года был выпущен альбом-компиляция Onyx present 100 Mad, название которого относится к коллективу артистов Onyx. Включает в себя появление гостей с огромными именами в андеграунд мире хип-хопа, таких как Planet Asia, Tha God Fahim и Lil' Fame, а также продакшн от Snowgoons, The Alchemist и многих других.
В июле 2019 года группа Onyx анонсировала выход нового сборника неизданных песен под названием Lost Treasures. Обложку для компиляции нарисовал якутский дизайнер из России. Сборник был выпущен на лейбле X-Ray Records 7 февраля 2020 года.
15 ноября 2019 года группа выпустила восьмой по счёту студийный альбом SnowMads, полностью спродюсированный немецкой командой продюсеров Snowgoons. Среди гостей в альбоме приняли участие рэперы Bumpy Knuckles aka Freddy Foxxx, Flee Lord, Nems, SickFlo, Knuckles of NBS и Ufo Fev. Альбом был выбран как «Лучший зарубежный альбом 2019 года» по мнению читателей портала Rap.ru, а также как «один из лучших зарубежных альбомов 2019 года» по мнению редакторов сайта HipHop4Real. Альбом был показан на российском шоу «Вечерний Ургант» на «Первом канале», где группа Onyx исполнила свой самый знаменитый хит «Slam», а также на болгарском шоу «Шоуто на Николаос Цитиридис» на bTV, где участники группы дали интервью и исполнили песню «Kill Da Mic».
В 2020 году группа Lords of the Underground выпустила видеоклип на песню «Whats Up», записанную совместно с группой Onyx, позже был выпущен сингл на эту песню.
9 апреля 2021 года группа выпустила девятый по счёту студийный альбом Onyx 4 Life. В записи альбома приняли участие рэперы Mad Lion, Cappadonna, Panama P.I., Planet Asia, SickFlo и Snak The Ripper. Музыку для альбома спродюсировали чилийские битмейкеры Crack Brodas (DJ Audas и El Bruto CHR). В поддержку выхода альбома были сняты видеоклипы на песни «Coming Outside» и «Ahh Yeah».. Обложку для нового альбома нарисовал русский тату-мастер Алексей Машков.
4 марта 2022 года группа выпустила десятый по счёту студийный альбом 1993 на лейбле 100 Mad. Релиз состоит из 13 треков. Музыку для альбома спродюсировал украинский битмейкер Stasevich. Биты звучат так, как будто они были сделаны в 1993 году с помощью жёстких барабанов и мрачных семплов. По словам участников группы, альбом был записан за 24 часа за одну студийную сессию: «Мы не писали никаких текстов для этого альбома, это атмосфера». В поддержку релиза были сняты видеоклипы на композиции «Bo! Bo! Bo!», «Ruff & Rugged» и «Just Slam».
6 мая 2022 года группа выпустила компиляцию #Turndafucup (The Original Sessions) на лейбле X-Ray Records. Переиздание компиляции 2014 года, которое включает в себя 6 треков в их первоначальном виде до того, как они были переработаны и ремикшированы. Также включает два бонус-трека, которые были записаны во время одной и той же сессии, но никогда ранее не выпускались на альбомах.
13 мая 2022 года группа выпустила одиннадцатый по счёту студийный альбом Onyx Versus Everybody на лейбле Surface Noise Records. Релиз состоит из 10 треков. В его записи приняли участие рэперы Termanology, Harrd Luck, Ricky Bats и Big Twin. Музыку для альбома спродюсировал один из участников группы, Fredro Starr. 15 июня в поддержку альбома был выпущен видеоклип на трек «Shoot Wit».
14 мая 2022 года группа Onyx сразилась в музыкальном рэп-баттле с Cypress Hill в рамках шоу «Fight Night Music», прошедшего в крытой арене The Kia Forum в Инглвуде, штат Калифорния. Cypress Hill исполнили свои классические хиты «When The Shit Goes Down», «Hand On The Pump», «How Could I Just Kill A Man», «Insane In The Brain» и другие, в то время как Onyx ответили своими примечательными хитами, включая «Throw Ya Gunz», «Last Dayz», «Shut 'Em Down» и «Slam» среди прочих.
9 сентября 2022 года группа выпустила двенадцатый по счёту студийный альбом World Take Over на лейбле 100 Mad. Релиз состоит из 12 треков. В его записи приняли участие рэперы с разных уголков планеты. К примеру, на треке «Mega Def» отметился Рем Дигга, представляющий Россию. 6 октября 2023 года вышла делюкс-версия альбома, включающая шесть версий сингла «What We Doing'?», записанного с артистами Австралии, Италии, Колумбии, Германии и Норвегии. 17 июля в поддержку альбома был выпущен видеоклип на трек «What We Doing'?».
5 мая 2023 года группа выпустила тринадцатый по счёту студийный альбом Blood On Da X на лейбле 100 Mad. Релиз состоит из 13 треков. В его записи принял участие рэпер EnWhy в треке «Get the Fuc Outta Here». Музыку для альбома спродюсировали Dom Dirtee, Pauly Cicero, Alcapella, Fredro Starr, Lord Nez, Sticky Fingaz & Quab. 23 марта в поддержку альбома был выпущен видеоклип на трек «The Boom Boom Bap».
21 июля 2023 года немецкий лейбл Goon MuSick выпустил Bacdafucup Remixed — компиляцию ремиксов на треки из дебютного альбома. Музыку для альбома спродюсировала немецкая команда битмейкеров Snowgoons, кроме двух треков, ремиксы к которым создали немецкие продюсеры BoFaatBeatz («Atak Of Da Bal-Hedz») и Jn’Ration («Da Nex Niguz»).
15 марта 2024 года группа выпустила новый сингл «The Money Kids». 9 июля был выпущен видеоклип, в котором режиссёр Лука Де Массис превратил Onyx в компьютерных кукол и отправил путешествовать по Нью-Йорку.
14 июня 2024 года лейбл X-Ray Records компании Cleopatra Records Inc. выпустил Ghetto Anthems — компиляцию перезаписанных хитов группы Onyx, часть из которых была записана ещё в 2013 году. Релиз был дополнен новым синглом «WTF U Talkin' About». Музыку для всех треков спродюсировали француз Eric Debris из группы Métal Urbain и немец Jürgen Engler из группы Die Krupps. Оба продюсера работают в студии X-Ray Records в Остине. 9 июля 2024 года перед началом российского тура группа Onyx в лице Фредро Старра и Стики Фингаза стала гостем «Шоу Воли» на телеканале ТНТ, где рассказала о гастролях в России, узнала о своей популярности в 1990-е годы, прошла тест на получение российского гражданства, упомянула российских рэперов (Витя АК-47, Рем Дигга, Баста) и исполнила совместный фристайл с Пашей Волей и Ильёй Соболевым. Выпуск вышел в эфир 28 июля.
3 марта 2025 года группа выпустила первый сингл «Blak Sknhds» с предстоящего альбома Lower East Side (рус. «Нижний Ист-Сайд»). 27 марта увидел свет второй сингл «Tear Shit Up». 31 марта группа Onyx выпустила совместный трек с французской рэп-группой L’uZine — «Paris Is Burning» из будущего совместного альбома Battle Royale, релиз которого намечен на 29 апреля. 11 апреля лейбл X-Ray Records компании Cleopatra Records Inc. выпустит на компакт-дисках и грампластинках четырнадцатый по счёту альбом Onyx Lower East Side, который полностью спродюсировал уроженец Куинса битмейкер Lord Nez. Альбом состоит из 13 треков и был записан в студии Overtones Recording Studio в районе Северный Голливуд (North Hollywood, Los Angeles). 29 апреля группа Onyx выпустила совместный альбом с французской рэп-группой L’uZine под названием Battle Royale (рус. «Королевская битва»). Альбом состоит из 16 треков. Музыку спродюсировали битмейкеры G High DJo, Tony Toxik, Stab, Cenza, DJ Rolxx, Gash, Permafrost, Draw, Fredro Starr, DJ King Flow, Effet Papillon, Chilly Gonzales, Soul Intellect.

## Критика
В 2004 году главный редактор портала Rap.ru, Андрей Никитин, делая обзор на всё творчество группы, написал, что в середине 90-х группа обрела в России культовый статус, злая эмблема Onyx украшала горы чёрных маек и балахонов, заполонивших страну, а надпись «Onyx» украсила подъезды и заборы мегаполисов наряду с культовыми брендами Prodigy, Nirvana и Depeche Mode.

## Участники

### Текущие участники
- Fredro Starr (1988-настоящее время) (имя при рождении Фред Ли Скраггс-младший, 1971) — лидер группы. Он спродюсировал большую часть песен в альбоме All We Got Iz Us. У него также значительная актёрская карьера со многими фильмами и телевизионными фильмами. Fredro Starr снялся в более чем 55 фильмах и телешоу. В 1993 году он дебютировал в кино в удостоенной наградой драме Фореста Уитакера Strapped. Снялся в таких художественных фильмах, как Clockers, Sunset Park, Гонка, Зажигай, ребята, За мной последний танец и Крутящий момент. Он также исполнил заглавную тему из фильма За мной последний танец, «Shining Through» с Джилл Скотт на ставшем 6 раз платиновом саундтреке. Он дебютировал на телевидении в сериалах Закон и порядок и New York Undercover, но больше всего он известен своей ролью Q в ситкоме Moesha, в котором в главной роли снялась R&B певица Brandy. Он также снялся в сериалах Прослушка телеканала HBO, Полиция Нью-Йорка, Блэйд и C.S.I.: Место преступления Майами. Фредро также был соведущим шоу Dance 360, очень популярном, ежедневном, получасовом танцевальном шоу Paramount Television.
- Sticky Fingaz (1991-настоящее время) (имя при рождении Kirk Jones, 1973) — он самый молодой участник группы Onyx и первый, кто из группы выпустил сольный альбом, Blacktrash: The Autobiography of Kirk Jones. Он также выпустил альбом в 2003 году под названием Decade «…but wait it gets worse». Его фирменное косоглазие, хриплый голос и безграничная твёрдость характера принесли группе власть, и он стал её фронтменом. У него также значительная актёрская карьера со многими фильмами и телевизионными фильмами. Sticky Fingaz снялся в более чем 80 фильмах и телешоу. В 1993 году он дебютировал в кино в удостоенной наградой драме Фореста Уитакера Strapped. Снялся в таких художественных фильмах, как Clockers, Ride, In Too Deep, Lockdown, Doing Hard Time и Breaking Point, но больше всего он известен своей ролью Тайрона в комедии Следующая пятница. Он дебютировал на телевидении в фильмах New York Undercover и Детектив Нэш Бриджес, а также в роли Блэйда в телесериале Блэйд. Он также появился в сериалах Щит, Платина и Там. Sticky Fingaz написал сценарий, спродюсировал, срежиссировал и снялся в двух полнометражных фильмах, сделанных полностью в жанре «хип-хопера» через свою производственную компанию Major Independents: A Day In The Life и Caught On Tape. Оба фильма были выпущены кинокомпанией Lionsgate Home Entertainment. В 2008 году компания Major Independents создала и выпустила два фильма, посвящённых группе Onyx: Onyx: 15 Years of Videos, History & Violence и Onyx Live Overseas: Da Illest Show On Earth 2008, а в 2015 году — документальный фильм под названием How To Make A Major Independent Movie. В 2019 году Фингаз выпустил свой третий студийный альбом It’s About T.I.M.E. (с англ. — «История самого безумного человека в мире») в формате «цифровой aльбом-фильм», созданном рэпером[122].

### Бывшие участники
- Sonny Seeza (1988—2009) (имя при рождении Tyrone Taylor, 1970) — он самый старый участник группы, а также самый опытный, начав заниматься рэпом с Killah Priest в 1982 году, в возрасте 11 лет, в качестве участника хип-хоп-группы его старшего брата «Cold Crash Scenes». Тайрон был известен как диджей в соревнованиях в парке Ajax Park в Джамейке в Куине, где он впервые встретил Фредро Старра в 1985 году. Его дебютный альбом «Tytanium» был более похож на микстейп из старых и новых песен, чем на альбом. Это не было тем, чем это намеревалось быть. Из-за расхождений с компанией и их ошибки, Sonny Seeza был вынужден выпустить этот альбом. Из-за недостатка средств для рекламы альбом остался незамеченным[123]. Он работал над своим вторым альбомом «Bridges» с 2011 года и, наконец, выпустил его в 2016 году. Sonny Seeza перестал гастролировать с группой Onyx в 2009 году, чтобы начать сольную карьеру, но он по-прежнему выступает вместе с другими участниками группы на больших шоу. Он больше не участвует в записи новых песен с группой Onyx[53].
- Big DS (1988—1994) (имя при рождении Marlon Fletcher, 1971—2003) — самый невидимый участник группы. Big DS придумал название для группы и покинул эту группу в 1994 году, чтобы начать сольную карьеру[26]. Big DS основал собственный лейбл Illyotic Music и начал продюсировать музыку. После записи нескольких демоверсий Big DS отправил их Джимми Айовину, совладельцу лейбла Interscope Records, в надежде подписать контракт с его лейблом на выпуск альбома. 22 мая 2003 года Big DS умер в больнице в Куинсе после проведения химиотерапии в результате рака лимфатических узлов. Ему был 31 год[40][41][42].

## Синдикации

### Видео игры
- Rap Jam: Volume One (1995)[124]
- Def Jam: Fight for NY (2004) –
- Law & Order: Criminal Intent (2005)
- Def Jam: Icon (2007) –

### Линия одежды
В 1991 году Sonny Seeza разработал один из самых первых логотипов Onyx. В 1992 году Эйприл Уокер из Walker Wear была стилистом для Onyx и разработала дизайн одежды для группы. Эйприл Уокер сделала джинсовые куртки, которые были на участниках группы Onyx на обложке альбома Bacdafucup. Также Эйприл Уокер сделала джинсы, джинсовые куртки и свитера с капюшоном с белым логотипом Onyx, которые были на участниках Onyx на концертах в США и Европе в 1992—1993 годах.

## Разногласия

### 50 Cent
Биф между Onyx и 50 Cent начался на концерте Survival Of The Illest в легендарном театре Аполло в Гарлеме, Нью-Йорк. Концерт состоялся 18 июля 1998 года. Когда Onyx отправились на гастроли Survival Of The Illest Tour, они планировали выступать с треком «React», поэтому они взяли с собой рэпера Scarred 4 Life (a.k.a. Clay Da Raider), чтобы тот зачитал куплет 50 Cent. Когда тур остановился в Нью-Йорке, 18 июля 1998 года, Onyx пригласили 50 Cent на их шоу в Аполло, чтобы он зачитал свой куплет. Тем не менее, когда пришло время для 50 Cent, чтобы зачитать куплет, Scarred 4 Life сделал это вместо 50 Cent. После этого инцидента 50 Cent затаил обиду на группу Onyx и выплеснул её в треке «How To Rob» (10 августа 1999 года). Спустя несколько лет 50 Cent начал противостояние с Fredro Starr на репетиции для Vibe Awards в 2003 году. В том же году в интервью Fredro Starr объяснил ситуацию, «50 Cent в основном начал дерьмо со мной, начал драку, и телохранитель растащил нас. Он — слабак. Он неуважительно относится к Jam Master Jay с тех пор, как он умер.». В интервью журналу The Source Фредро Старр сказал, что 50 Cent неуважителен к рэп-группе Onyx, даже несмотря на то, что группа Onyx дала ему его первый прорыв в песне под названием «React» из альбома 1998 года, Shut 'Em Down. В 2008 году в интервью для AllHipHop Фредро сделал комментарий по поводу 50 Cent:
«…50 Cent — умный бизнесмен, и, в конце концов, мы его уважали. Мы поставили его на записи, когда мы были на вершине игры. У него даже не было машины. Мы дали ему уважение с помощью Jam Master Jay. Что мы получили взамен? Кто-то скользко говорит про нас на микстейпах. Про избиение ниггеров. Теперь я чувствую, что это проблема.»

### Brandy
В интервью 2008 года для C.O.D DVD (ныне называемого Forbez DVD) Фредро говорил о взаимоотношениях с R&B певицей Brandy, но позже сказал: «…Я никогда не хотел подставлять её и сказал, что она дала мне голову. Это была шутка, и СМИ подхватили это. Вот что это было.»

### Damon Dash
В 2009 году группа Onyx собиралась выпустить альбом Black Rock, но выход альбома был отложен из-за Дэймона Дэша, одного из трёх основателей лейбла Roc-A-Fella Records, который совместно с рок-группой The Black Keys при участии Нью-Йоркских рэперов Mos Def, Billy Danze из M.O.P., Q-Tip, Jim Jones, RZA, Raekwon и других в конце 2009 года выпустил альбом под названием BlakRoc, в котором музыканты совместили два жанра, рэп и рок. Этот альбом разрушил планы Onyx. Несмотря на все угрозы со стороны Onyx, проект Дэймона Дэша BlakRoc всё-таки вышел 24 ноября 2009 года. Спустя месяц, 17 декабря, группа Onyx выпустила видео «The Real Black Rock», в котором Стики задиссил Дэймона Дэша, взяв за основу разговор по телефону с Джеем-Зи.

### DMX
18 сентября 2012 года Фредро Старр зачитал фристайл, который был нацелен на своего коллегу пионера, Нью-Йоркского рэпера DMX. 26 сентября 2012 года во время радио-интервью DMX откликнулся на дисс.

### Charlamagne Tha God
Fredro Starr и Sticky Fingaz были приглашены на радио-шоу The Breakfast Club, чтобы поговорить о новой музыке в понедельник, 28 июля 2014 года. Вещи приняли печальный оборот после того, как Charlamagne Tha God затронул прежние отношения Фредро с Brandy и прошлую драму с 50 Cent. Фредро назвал Charlamagne киской и почти ударив его, сказал: «Тебе следует прекратить всё это. Пусть всё останется как есть, сынок. Ты вспоминаешь прошлое. Давай перейдем в будущее.»

### Kodak Black
16 марта во время живой трансляции в Инстаграме 21-летний рэпер Kodak Black рассказал о предполагаемом инциденте, в котором он якобы напал на ветерана хип-хопа Восточного побережья. Kodak утверждал, что всё началось после того, как Sticky Fingaz зашёл в его туристический автобус с «энергией старой головы»; однако, рэпер из Флориды не смог раскрыть события, приведшие к предполагаемой физической ссоре, и даже не сказал, когда произошёл этот предполагаемый инцидент. Kodak продолжил, сказав, что он в конечном итоге схватил сумку Стики Фингаза и нашёл в ней пистолет и попытался использовать его на рэпере из группы Onyx, но понял, что оружие было поддельным. Спустя неделю Стики Фингаз выпустил дисс-трек на Кодака под названием «Bust Down» (с англ. — «Я вышибу дверь и набью тебе рожу»). Трек стал доступен на сайте Стики Фингаза, но для того, чтобы прослушать его, пользователи сайта должны были купить его новый «цифровой aльбом-фильм» It’s About T.I.M.E..

## Сотрудничество с российскими артистами
Группа Onyx в лице её солиста Фредро Старра впервые посетила Россию в рамках второго рэп-фестиваля «Наши люди» от лейбла Respect Production, который прошёл во Дворце спорта «Лужники» 17 декабря 2003 года. В конце своего выступления Фредро пригласил на сцену Хамиля из группы «Каста» и исполнил с ним финальный трек «Gun Clap Music» от Onyx. В ноябре 2006 года Фредро Старр выступил в России дважды: в рамках закрытия фестиваля Open Extreme Games 2006 в «Музее трамваев» в Санкт-Петербурге 19 ноября при поддержке правительства Санкт-Петербурга, и в КСК «Экспресс» в Ростове-на-Дону 24 ноября благодаря стараниям Шыма из группы «Каста». На концерте в Санкт-Петербурге Фредро прыгнул со сцены в толпу, лишился ботинок и вернулся уже босым, а в Ростове позвал на сцену Психа из «Песочных людей» для совместного фристайла. Всю недельную поездку по России солиста Onyx сопровождал тур-менеджер из Риги Андрей Кузнецов. В промежутке между концертами Фредро записал в петербургской студии MDU совместный трек «Vodka Rap» с рэперами Mal Da Udal, B-Reign и Partymaker Stef. При выборе музыки Фредро ориентировался на клубный стиль.
4 августа 2007 года Фредро Старр во второй раз приехал с концертом в Ростов и выступил на Театральной площади в рамках финала турнира по стритболу, приуроченного ко Дню железнодорожника, где на разогреве выступил Баста. Американский рэпер приехал в город на три дня по приглашению переводчика Николая Костина («Коляба»), который после концерта предложил ему записать совместный трек с ростовской рэп-группой «Песочные люди» и сам поучаствовал в записи под псевдонимом «БТР». Фредро выбрал понравившийся ему бит дома у Жары из «Песочных людей», после чего вместе с участниками группы отправился в студию «Собино» Хамиля из «Касты», где за 15 минут написал свой куплет для трека «Queens-Ростов» (музыка: Влади и Жара). Вскоре трек вошёл в дебютный альбом «Песочных людей» — «Сухое горючее» (2009), а два ремикса от DJ Superman и Capella оказались в сборнике ремиксов «Горючая смесь» (2010).
С 2009 года группа Onyx начала гастролировать по России в составе из двух человек — Фредро Старр и Стики Фингаз. 3 марта 2008 года в рамках европейского тура группа записала в Риге совместный трек с петербургским рэпером Mal Da Udal (Олег Удалов) — «International Thug» (feat. Onyx) (музыка: Tim D’angerouz), а 12 марта 2009 года — ещё один трек «Say What» (feat. Onyx & Dzham) (музыка: Miko). Во время гастролей Onyx в Санкт-Петербурге 30 ноября и 1 декабря 2009 года студия Scoundrel's High School сняла видеоклипы на оба совместных трека. Видео на «Say What» вышло 15 апреля 2010 года, а видео на «International Thug» — 19 декабря 2015 года. Треки «International Thug» (2009) и «Vodka Rap» (2006) увидели свет во втором альбоме Mal Da Udal International Thug (5 февраля 2009 года), а «Say What» — в третьем альбоме «Rap не ради денег» (9 августа 2010 года). Ремикс на «Vodka Rap» вышел в альбоме 1.8.7. & Mal Da Udal Rap’n’Roll (10 ноября 2010 года).
8 января 2012 года во время выступления в клубе «Tesla» в Ростове-на-Дону группа Onyx презентовала совместный трек с Рем Диггой «Give It Up» (музыка: Рем Дигга). Это было первое выступление ростовского рэпера на публике. 27 марта 2013 года вышел дебютный альбом ростовского рэпера Славо «Гремучая смесь», в котором оказался трек «Black Russians», записанный совместно со Стики Фингазом (музыка: Menahan Street Band «The Traitor», ударные: Роберт Галстян).
В сентябре 2013 года по предложению тур-менеджера группы Андрея Тимоничева («MMK») группа записала совместный трек с Лигалайзом под названием «Fight!» (музыка: BBZ Darney, скретч: DJ N-Tone). 16 февраля 2014 года в московской студии Force Records по просьбе Лигалайза был перезаписан припев. Видео было решено экранизировать 27 октября 2014 года во время приезда группы в Россию. 19 февраля 2015 года рэпер презентовал новое видео в одном из ресторанов Москвы, а на следующий видео стало общедоступным и собрало 100 тысяч просмотров на YouTube за первый день. Спустя год Лигалайз перезаписал свой куплет для сольного альбома «Живой».
26 февраля 2014 года по приглашению тур-менеджера группы Андрея Тимоничева («MMK») группа Onyx заехала в студию Force Records, где записала совместный трек с рэпером N’Pans под названием «Represent» (музыка: Drug Dilla). На следующий день был снят видеоклип на эту песню. В процессе съёмок Панс одел на лицо бандану для выпуска видео в двух версиях. Помимо основной версии клипа, где куплет Панса был представлен на русском языке, была выложена и другая версия — на креольском языке для Гвинеи-Бисау. В 2018 году для альбома «Легенда» N’Pans издал ремикс на трек «Represent» (музыка: Drug Dilla).
13 октября 2015 года во время приезда Onyx в Ростов по приглашению промоутера Николая Костина в студии звукозаписи Cypher Sounds был записан совместный трек с Рем Диггой «Give It Up» (музыка: Рем Дигга). Клипмейкер Андрей «Qval» Ковалёв снял первую часть видеоклипа в одном из автосервисов города 15 октября, а вторую часть — на концерте группы Onyx в клубе «StereoBaza» 16 октября, где состоялась презентация нового трека. Трек вошёл в альбом «42/37», который был выпущен 28 ноября 2016 года. Видеоклип был опубликован 7 февраля 2017 года и собрал 200 тысяч просмотров на YouTube за первые сутки. 16 октября 2015 года в прямом эфире «Радио Ростова» группа изъявила желание записать совместный трек с одним из самых известных рэперов России — Бастой.
8 мая 2017 года группа Onyx была приглашена в Симферополь, чтобы дать концерт, записать совместную композицию «Naxuy Sanctions» с крымской рэп-группой «Стиль бандит» (Yofu и M.J. Marley/Blvk Jesus) (музыка: Mona Beats) и снять на неё видеоклип. Ролик был выложен в сеть 20 февраля 2018 года. 7 ноября 2019 года вышел сингл и видеоклип на совместную песню Onyx и Slim «Spirit» (музыка: Miko (GLSS)). 9 сентября 2022 года группа Onyx представила альбом международных коллабораций World Take Over, в котором оказался второй по счёту совместный трек с Рем Диггой — «Mega Def». 28 апреля 2023 года русско- и англоязычная российская трэп-группа Drop Dead Lane (Disclamer & BigBes) выпустила совместный сингл с Onyx — «We go loud» (музыка: IQ, скретчи: DJ N-Tone).
26 января 2024 года был издан сингл «Bla Bla» от петербургского рэпера Partymaker Stef, в записи которого приняла участие группа Onyx (музыка: Tony Marell). 29 января 2024 года группа Bad Balance записала в московской студии GLSS Records с группой Onyx совместный трек под названием «International», спонсором которого выступил конкурс-премия уличной культуры и спорта «Кардо». Музыку создал Cruel Tool из команды битмейкеров The Artisans, а скретч добавил DJ LA. Текст песни был придуман накануне вечером и доработан уже в студии. 30 января на Красной площади и на ВДНХ, где проходила выставка-форум «Россия», состоялись съёмки видеоклипа на этот трек. На следующий день клип был доснят без участия группы Onyx. Премьера сингла и снятого на него видеоклипа состоялась 22 марта. 29 ноября Витя АК опубликовал видеоклип и совместный трек с группой Onyx «Из моего корыта», который был записан с 7 по 8 июля в Москве в период гастролей группы по России. 19 июля во время выступления в клубе «Кроп Арена» в Ростове-на-Дону группа Onyx презентовала третий по счёту совместный трек с Рем Диггой «9mm» (музыка: Рем Дигга).

## Дискография
Студийные альбомы
- 1993: Bacdafucup
- 1995: All We Got Iz Us
- 1998: Shut ’Em Down
- 2002: Bacdafucup: Part II
- 2003: Triggernometry
- 2014: #WakeDaFucUp
- 2018: Black Rock
- 2019: SnowMads
- 2021: Onyx 4 Life
- 2022: 1993
- 2022: Onyx Versus Everybody
- 2022: World Take Over
- 2023: Blood On Da X
- 2025: Lower East Side (TBR)

Мини-альбомы
- 2015: Against All Authorities

Совместные альбомы
- 2017: Shotgunz in Hell (совместно с Dope D.O.D.)
- 2025: Battle Royale (совместно с L’uZine)

Компиляции
- 2008: Cold Case Files: Vol. 1
- 2009: 100 Mad Niggaz With Gunz [Hosted By DJ Omega Red]
- 2010: 100 Mad. Part 2 [Hosted by DJ Motion]
- 2012: Cold Case Files: Vol. 2
- 2014: #Turndafucup
- 2015: ICON
- 2019: Onyx present 100 Mad
- 2020: Lost Treasures
- 2022: #Turndafucup (The Original Sessions)
- 2023: Bacdafucup Remixed
- 2024: Ghetto Anthems

## Награды и номинации
В 1994 году за альбом Bacdafucup группа Onyx была номинирована на премию «Любимый новый рэп/хип-хоп-артист» на церемонии American Music Awards и победила в номинации «Лучший рэп-альбом» на церемонии Soul Train Music Awards. Группа Onyx также была номинирована в пяти категориях на церемонии The Source Hip Hop Music Awards в 1994 году.
| Год  | Награда                         | Номинированная работа | Категория                          | Результат |
| ---- | ------------------------------- | --------------------- | ---------------------------------- | --------- |
| 1994 | American Music Awards           | Bacdafucup            | «Любимый новый рэп/хип-хоп-артист» | Номинация |
| 1994 | Soul Train Music Awards         | Bacdafucup            | «Лучший рэп-альбом»                | Победа    |
| 1994 | The Source Hip Hop Music Awards | Onyx                  | «Новая группа года»                | Номинация |
| 1994 | The Source Hip Hop Music Awards | Onyx                  | «Новый артист года»                | Номинация |
| 1994 | The Source Hip Hop Music Awards | Onyx                  | «Концертный исполнитель года»      | Номинация |
| 1994 | The Source Hip Hop Music Awards | «Slam»                | «Сингл года»                       | Номинация |
| 1994 | The Source Hip Hop Music Awards | Bacdafucup            | «Альбом года»                      | Номинация |

В конце 1993 года американские журналы Billboard и Cashbox поместили группу Onyx в несколько своих итоговых годовых чартов. В 1996 году журнал CMJ New Music Monthly поместил альбом All We Got Iz Us в их список 25 лучших хип-хоп-альбомов 1995 года. В 2014 году #WakeDaFucUp был назван журналом «XXL» как один из лучших хип-хоп-альбомов 2014 года в списке 25 лучших хип-хоп-альбомов 2014 года. В 2020 году SnowMads был выбран как «Лучший зарубежный альбом 2019 года» по мнению читателей российского портала Rap.ru.
| Год  | Работа           | Издание               | Страна | Похвала                                     | Позиция |
| ---- | ---------------- | --------------------- | ------ | ------------------------------------------- | ------- |
| 1993 | Onyx             | Billboard             | США    | Hot Rap Artists                             | 1       |
| 1993 | Onyx             | Billboard             | США    | Top Billboard 200 Album Artists             | 64      |
| 1993 | Onyx             | Billboard             | США    | Top R&B Album Artists                       | 20      |
| 1993 | Onyx             | Billboard             | США    | Hot 100 Singles Artists                     | 45      |
| 1993 | Onyx             | Cashbox               | США    | Top New Groups                              | 4       |
| 1996 | All We Got Iz Us | CMJ New Music Monthly | США    | The 25 Best Hip-Hop Albums of 1995          | 17      |
| 2014 | #WakeDaFucUp     | XXL                   | США    | The 25 Best Hip-Hop Albums of 2014          | -       |
| 2020 | SnowMads         | Rap.ru                | Россия | The Best Rap Album of 2019: Readers' Choice | 1       |